# Квемо Артані
Квемо Артані (груз. ქვემო არტანი) — село в Грузії.
За даними перепису населення 2014 року в селі проживає 46 осіб.